# Peepshow (fumetto)
Peepshow è una serie a fumetti di Joe Matt. Dal contenuto esclusivamente autobiografico, Peepshow racconta la vita dell'autore e protagonista della serie, senza nasconderne i vizi e le ossessioni, il problematico rapporto con il sesso e le donne.
Inizialmente pubblicato dalla casa editrice americana Kitchen Sink Press nel 1992, il fumetto è divenuto già dal secondo numero un titolo della Drawn and Quarterly. Sotto quest'ultima sono usciti quattordici albi, poi raccolti nei tre volumi di Poor Bastard (The Poor Bastard, che raccoglie i numeri 1-6), Il bel tempo (Fair Weather, che raccoglie gli albi 7-10) e infine Al capolinea (Spent che raccoglie i capitoli 11-14). L'edizione italiana di Peepshow è stata curata da Coconino Press, che ha tradotto e diffuso l'opera nella veste delle tre raccolte.